# Canadian Caper
El Canadian Caper ("truc" o "finta canadenca") és el nom amb què es coneix el rescat de sis diplomàtics estatunidencs de l'Iran per part del govern del Canadà, amb l'ajut de l'Agència Central d'Intel·ligència americana, en el context de la Crisi dels ostatges a l'Iran. L'operació va involucrar la participació de l'agent de la CIA Tony Mendez, que va viatjar a Teheran i va proporcionar identitats falses als diplomàtics, que es feren passar per un equip de rodatge en busca d'exteriors per filmar una pel·lícula de ciència-ficció. Finalment els diplomàtics van aconseguir escapar de l'aeroport de Teheran en un vol de Swissair destí a Zúric el 27 de gener de 1980. El cap de l'operació per part de la CIA va ser Toni Méndez.
La pel·lícula Argo de 2012, guanyadora de l'Oscar a la millor pel·lícula està basada en el Canadian Caper, amb una sèrie d'elements de ficció.